# Damon Jones
Damon Darron Jones (nacido el 25 de agosto de 1975 en Galveston, Texas) es un exjugador y entrenador de baloncesto estadounidense que disputó once temporadas en la NBA. Con 1,91 metros de estatura, jugaba en la posición de base. 

## Carrera

### Universidad
Jones asistió a la Universidad de Houston, donde jugó al baloncesto durante tres temporadas. En total, sus promedios fueron de 12.8 puntos, 4 rebotes y 3.9 asistencias. Abandonó Houston como el máximo anotador de triples en la historia de la universidad, con 182, y en cada una de las tres campañas que estuvo en los Cougars, promedió dobles figuras en anotación. 

### NBA
Tras no ser elegido en el Draft de la NBA de 1997, se tuvo que marchar a jugar al equipo Black Hills Posse de la IBA (International Basketball Association), donde promedió 12.4 puntos, 3.4 asistencias y 2.5 rebotes, ganando el premio de mejor sexto hombre de la temporada.
En la campaña 1998-99 jugó en New Jersey Nets y Boston Celtics de la NBA, disputando 24 partidos (11 con los Nets y 13 con los Celtics) y promediando 5.2 puntos, 1.8 rebotes y 1.8 asistencias. Esa misma campaña jugó también en Idaho Stampede de la CBA. Sin hacerse con un contrato fijo aún en la NBA, en la 1999-00 pasó por Golden State Warriors y Dallas Mavericks, apareciendo en 55 partidos en total, uno de ellos de titular.
En la temporada 2000-01 por fin jugó en un solo equipo, siendo esta vez Vancouver Grizzlies y promediando 6.5 puntos, y en los 11 encuentros que partió como titular 12.5 puntos de promedio. Hasta la temporada 2004-05 no se dio a conocer en la NBA, año en el que jugó en Miami Heat, disputó los 82 partidos de la temporada regular (66 de ellos como titular) y promedió 11.6 puntos. Liderados por Dwyane Wade y Shaquille O'Neal, los Heat llegaron hasta las Finales de Conferencia. Antes, Jones jugó en Detroit Pistons, Sacramento Kings y Milwaukee Bucks.
El 8 de septiembre de 2005 firmó como agente libre con Cleveland Cavaliers por 5 años a razón de 16 millones. Tras no ser más que un jornalero o jugador de contratos de 10 días, Jones se hizo un nombre en la liga con ese contrato.
El 13 de agosto de 2008 formó parte de un traspaso a tres bandas entre Milwaukee Bucks, Cleveland Cavaliers y Oklahoma City que le enviaba a los Bucks.

## Estadísticas de su carrera en la NBA

### Temporada regular
| Año     | Equipo       | PJ  | PT  | MPP  | %TC  | %3P  | %TL  | RPP | APP | ROB | TPP | PPP  |
| ------- | ------------ | --- | --- | ---- | ---- | ---- | ---- | --- | --- | --- | --- | ---- |
| 1998–99 | New Jersey   | 11  | 0   | 11.9 | .318 | .345 | .846 | 1.2 | 1.2 | .6  | .0  | 4.5  |
| 1998–99 | Boston       | 13  | 0   | 16.4 | .387 | .455 | .750 | 2.4 | 2.2 | .5  | .0  | 5.8  |
| 1999–00 | Golden State | 13  | 1   | 15.1 | .463 | .478 | .778 | 1.2 | 3.0 | .5  | .0  | 5.2  |
| 1999–00 | Dallas       | 42  | 0   | 9.9  | .357 | .330 | .641 | .9  | 1.4 | .3  | .0  | 3.9  |
| 2000–01 | Vancouver    | 71  | 10  | 19.9 | .409 | .364 | .712 | 1.7 | 3.2 | .5  | .0  | 6.5  |
| 2001–02 | Detroit      | 67  | 0   | 16.2 | .401 | .371 | .729 | 1.5 | 2.1 | .3  | .0  | 5.1  |
| 2002–03 | Sacramento   | 49  | 1   | 14.5 | .381 | .364 | .741 | 1.4 | 1.6 | .4  | .1  | 4.6  |
| 2003–04 | Milwaukee    | 82  | 26  | 24.6 | .401 | .359 | .764 | 2.1 | 5.8 | .4  | .1  | 7.0  |
| 2004–05 | Miami        | 82  | 66  | 31.4 | .456 | .432 | .791 | 2.8 | 4.3 | .5  | .1  | 11.6 |
| 2005–06 | Cleveland    | 82  | 7   | 25.5 | .387 | .377 | .640 | 1.6 | 2.1 | .4  | .0  | 6.7  |
| 2006–07 | Cleveland    | 60  | 0   | 19.6 | .386 | .385 | .682 | 1.1 | 1.6 | .3  | .0  | 6.6  |
| 2007–08 | Cleveland    | 67  | 3   | 19.9 | .416 | .417 | .714 | 1.1 | 1.9 | .3  | .0  | 6.5  |
| 2008–09 | Milwaukee    | 18  | 0   | 6.0  | .324 | .393 | .000 | .3  | .4  | .2  | .0  | 1.8  |
| Total   |              | 657 | 114 | 20.5 | .407 | .390 | .727 | 1.6 | 2.7 | .4  | .0  | 6.6  |

### Playoffs
| Año     | Equipo    | PJ | PT | MPP  | %TC  | %3P  | %TL   | RPP | APP | ROB | TPP | PPP  |
| ------- | --------- | -- | -- | ---- | ---- | ---- | ----- | --- | --- | --- | --- | ---- |
| 2001–02 | Detroit   | 10 | 0  | 18.1 | .381 | .296 | .750  | 2.1 | 2.5 | .5  | .0  | 4.3  |
| 2003–04 | Milwaukee | 5  | 5  | 28.8 | .529 | .476 | .667  | 4.0 | 7.4 | 1.0 | .0  | 10.0 |
| 2004–05 | Miami     | 15 | 15 | 33.2 | .481 | .429 | .600  | 2.7 | 4.0 | .5  | .0  | 12.1 |
| 2005–06 | Cleveland | 13 | 0  | 13.9 | .308 | .278 | .750  | 1.2 | .9  | .2  | .0  | 1.8  |
| 2006–07 | Cleveland | 11 | 0  | 12.6 | .308 | .318 | 1.000 | .8  | 1.0 | .0  | .0  | 2.4  |
| 2007–08 | Cleveland | 5  | 0  | 5.2  | .200 | .286 | .000  | .0  | .2  | .0  | .0  | 1.2  |
| Total   |           | 59 | 20 | 19.8 | .427 | .382 | .660  | 1.8 | 2.5 | .3  | .0  | 5.6  |